# Souesmes
Souesmes is een gemeente in het Franse departement Loir-et-Cher (regio Centre-Val de Loire). De plaats maakt deel uit van het arrondissement Romorantin-Lanthenay. Souesmes telde op 1 januari 2022 1.013 inwoners.

## Geografie
De oppervlakte van Souesmes bedroeg op 1 januari 2022 99,5 vierkante kilometer; de bevolkingsdichtheid was toen 10,2 inwoners per km².
De onderstaande kaart toont de ligging van Souesmes met de belangrijkste infrastructuur en aangrenzende gemeenten.

## Demografie
Onderstaande figuur toont het verloop van het inwonertal (bron: INSEE-tellingen).